# Edward Matthew Ward
Edward Matthew Ward (Londra, 14 luglio 1816 – Slough, 15 gennaio 1879) è stato un pittore inglese. 
È ricordato per i suoi dipinti nel Palazzo di Westminster raffiguranti episodi della storia inglese, in particolare la Guerra civile inglese e la Gloriosa rivoluzione.

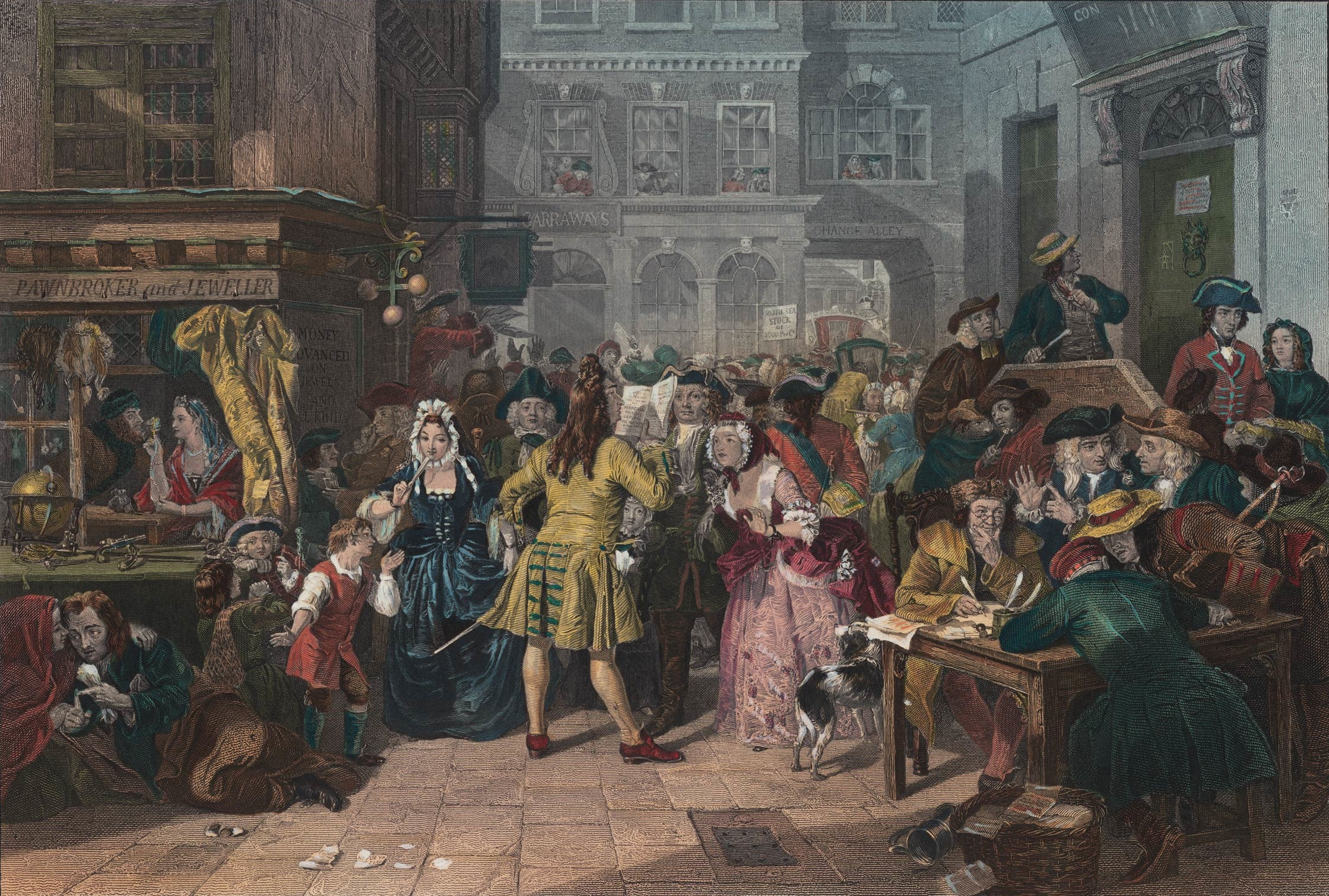
E.M. Ward, "The South Sea Bubble" (1846), un dipinto in stile Hogarthiano, Tate Gallery

## Biografia
Ward nacque a Pimlico, una famosa zona residenziale di Londra. Quale studente presso la Royal Academy of Arts entrò nel gruppo di artisti vittoriani, The Clique, di cui Richard Dadd era la personalità trainante. Alla pari degli altri membri di questo Circolo, Ward si considerava un seguace di William Hogarth e David Wilkie, perché il loro stile era distintamente di carattere nazionale.
Molti dei primi dipinti di Ward erano ambientati nel XVIII secolo e rappresentavano temi hogarthiani. Dipinse anche episodi della storia del XVII secolo, influenzato dal pensiero del suo amico, lo storico Thomas Babington Macaulay. Ward dipinse anche temi tratti dalla Rivoluzione francese.
Nel 1850, Ward entrò in conflitto con i Preraffaelliti, in particolare con John Everett Millais, il cui stile artistico egli riteneva non essere britannico. Il dipinto di Ward raffigurante Charlotte Corday condotta al patibolo superò l'Ophelia di Millais vincendo un premio a Liverpool, la cosa aprì all'epoca un ampio dibattito.
Tali dipinti storici permisero a Ward di ottenere la commissione di dipingere otto scene nel corridoio del Palazzo di Westminster che porta alla Camera dei Comuni (Regno Unito). I dipinti rappresentavano, in modo parallelo, episodi della Guerra civile inglese concernenti le fazioni Realiste e quelle Parlamentari. La collocazione dei dipinti su entrambi i lati del corridoio fa sì che i personaggi sembrino contrastarsi lungo il percorso del corridoio.
Ward continuò a dipingere versioni Hogarthiane di episodi della storia britannica negli anni '60 del 1800, in particolare notably Hogarth's Studio in 1739 del 1863, oggi alla York City Art Gallery) the Antechamber at Whitehall During the Dying Moments of Charles II del 1865, oggi alla Walker Art Gallery, Liverpool). Negli anni '70 dipinse alcuni soggetti tratti dalla vita contemporanea, tuttavia verso la fine degli anni '70 cominciò a soffrire di una dolorosa malattia e di depressione che lo portarono al suicidio nel 1879.
Nel 1848, Edward sposò Henrietta Ward (stesso cognome ma nessuna parentela) che fu anche una famosa pittrice. Dopo la morte del marito iniziò un'attività didattica. Il loro figlio Leslie Ward divenne un famoso disegnatore di caricature per la rivista Vanity Fair con lo pseudonimo 'Spy'.